# 中国人民解放军第三十五军
中国人民解放军第三十五军，一支于1948年成立、1950年撤销建制的军队，原属于中国人民解放军第三野战军第七兵团。下辖三个师（第103、第104、第105师），军长吴化文，政委何克希。第三十五军最为知名事迹，是1949年4月渡江战役期间，占领南京城，即中华民国首都南京特别市所在。

## 前身

### 国军吴化文部

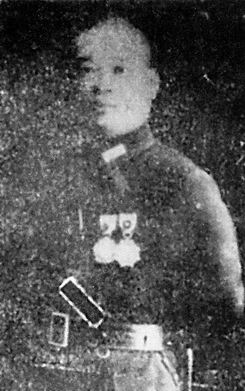
吴化文

三十五军最初由吴化文的投共部队组成。吴化文部追根溯源为冯玉祥的西北军。1930年中原大战，冯玉祥战败，韩复榘投靠蒋介石。吴化文追随韩复榘投蒋，任国民革命军第三路军手枪旅旅长兼济南警备司令。
1938年初韩复榘死后，该部滞留山东，隶属山东省政府。1939年后隶属鲁苏战区。1940年吴部扩编为新编第四师，吴化文任师长，下属一、二、三团，团长非别为于怀安、赵广兴、杨友柏，驻鲁南临沂地区。后转归沈鸿烈指挥，吴部改称山东保安第1师，吴任师长。其后，吴部开始与共产党八路军发生摩擦。
1943年1月18日，吴化文部公开投降汪精卫政权，20日改编为山东方面军，吴化文为总司令，宁春霖任副总司令，郭受天任参谋长，于怀安为第一军军长。吴部是山东汪兆铭政权军队的主力，投敌时兵力达12,000人，部属在密山南麓一带，并协同日军进攻中共控制的地盘。1943年1月、11月和1944年3月，八路军山东部队发起三次讨吴战斗。
1944年7月29日，吴部被改编为和平建国军第三方面军，下辖第六、第七军2个军及直属第五十师。第六军辖第四十六、第四十七师；第七军辖第四十八、第四十九师，各师均为暂编师。11月11日各师取消“暂编”字样。至1944年底，吴部经过与八路军的数次战斗，仅余残兵6,000人，1945年经补充有9,000人。1945年2月伪军委会将该部由山东调往安徽蚌埠地区，担任津浦路南段的护路任务。
抗日战争胜利后，吴化文又再次归附国民政府。国民党军事委员会将其改编为“先遣军”第四路军，吴化文任总司令。10月，吴部由安徽蚌埠被调往山东兖州。11月初该部第一、第六师2个师的主力又被八路军歼灭。1946年2月吴部缩编为徐州绥靖公署山东保安第二纵队，吴化文任司令。1947年3月吴部扩编为国民革命军整编第八十四师，吴任师长，归邱清泉指挥。此时兵力近两万人。
1948年春，吴化文所部整编第八十四师奉命在鲁西一带与解放军作战。4月，吴部奉命车运济南，归王耀武指挥。5月，吴化文部留守济南。7月，兖州第十绥靖区李玉堂部被围。吴部与整编第二师二一一旅奉刘峙命令，前去兖州，以解兖州之围。吴部未达兖州，兖州守备部队即突围南撤，被全歼。吴化文仓皇北撤，其部一六一旅被解放军围歼，旅长徐曰政被俘。
济南战役前夕，王耀武为拉拢吴化文，力保吴升任整编第九十六军军长兼第八十四师师长。同时王耀武将山东省保安第2旅拨归84师以弥补一六一旅的损失。划归的部队后暂名为整编第九十六军独立旅，旅长何志斌为吴化文旧部。至此，吴化文部的组成为整编84师辖一五五旅（三个团），旅长杨友伯；一六一旅（三个团），旅长赵广兴，整编第九十六军独立旅（三个团），旅长何志斌。
何志斌旅沿革为：1938年山东省第8抗日游击司令部独立营，1940年鲁苏战区游击第1纵队1支队，1944年山东挺进军第12纵队，1945年9月新编第36师，1947年山东省保安第2旅，1948年7月整编第96军独立旅。

### 解放军鲁中南纵队
鲁中南纵队（1948年7月至1949年1月）属华东野战军第二兵团。1948年7月17日，中共华东中央局根据党中央的决定，将鲁中、鲁南两个区合并，成立鲁中南区党委、鲁中南行署、鲁中南军区、鲁中南纵队，并将直属华东局的滨海地委及冀鲁豫边区一地委（泰西地委）划归鲁中南区。区党委书记兼军区政委由华东局副书记康生兼，傅秋涛任区党委第一副书记兼军区司令员兼军区第一副政委，高克亭任第二副书记兼军区第二副政委，康生、傅秋涛、张光中、张雨帆、李乐平和高克亭为常委，区党委员由17名委员组成，张雨帆任区党委秘书长，魏思文任组织部长在前方支前、曹轶欧任副部长主持后方工作，李启华任宣传部长、于寄愚任副部长，李乐平任鲁中南行署主任，张劲夫任第一副主任，程照轩任第二副主任，张光中任军区第一副司令员，钱钧任第二副司令员，赵萍任参谋长，张雄 任政治部主任。鲁中南辖一地委（泰山区）、二地委（沂蒙区）、三地委（沂山区）、四地委（尼山区）、五地委（台枣区）、六地委（滨海区）、七地委（泰西区）和淄博特委，后又陆续增加徐州市委、济宁市委和新海连特委。鲁中南军区司令员兼第一副政委傅秋涛兼任纵队司令员兼政委，军区副司令钱钧兼任纵队副司令员。1948年9月初傅秋涛任鲁中南支前委员会兼山东省支前委员会前方办事处（1948年10月下旬改为华东支前委员会）主任，张雨帆兼政治部部长，魏思文兼人力部部长，张劲夫兼粮食部部长，程照轩兼财政部部长，鲁中南军区参谋处长赵锡纯兼交通部部长，梁竹航兼秘书处及民站站长。鲁中南后方由高克亭主持区党委工作，李乐平主持行署工作，钱钧主持军区工作。
鲁中南纵队在华东野战军各野战军纵队中成军较晚，如同其纵队名称那样起源是由鲁中军区和鲁南军区的部队合编而成，在华东野战军中是没有被授予数字番号的野战军纵队。
- 纵队司令员钱钧
- 纵队政治部主任张雄
- 第46师：鲁中军区新编。师长刘国柱，政委孔繁彬，副师长方明胜，参谋长韩顾三，政治部主任阎世印。
  - 一团团长方明盛，政委桑子贞
  - 二团团长张少安
  - 四团团长王奎权，政委董涛
  - 七团团长李仁斋，政委张建庚，副团长刘沸腾，政治处主任张新宇
- 第47师：鲁南军区特务团、19团和16团合编。师长胡大荣（鲁南三分区司令员），副师长翁少元（鲁南军区特务团团长），师政委彭胜标骑马时马受惊而跌伤了腿，调鲁中南军区政治部保卫部长、区党委社会部副部长刘少傥代理政委。副政委宋献章，参谋长林毅，政治部主任龚杰。淮海战役打响前，该师受命解放临沂城。11月1日临沂守军，归属李延年第九绥靖区指挥的王洪九部2个保安旅约5,000人弃城逃往郯城。
  - 鲁南特务团：团长刘金山、政委杜季伟

鲁中南纵队主力46师及47师一个团、炮兵营和泰山、泰西军分区部队参加了济南战役扫清外围、攻击外城的作战。鲁中南纵队参战的4个团毙伤俘敌4,500多人，缴获各种炮21门、汽车11辆、兵工厂2座、弹药库5座及大批军用物资。泰西军分区武装在配合主力从西线的进攻中，亦毙伤俘敌旅长以下官兵2,000多人，缴获甚丰。战役前后，鲁中南军区组织各地方武装、民兵担负起保护公路、桥梁、电话线路及仓库的任务，保证了济南战役中前后方军运和通讯联络的畅通。
11月4日晚，该纵队担任主攻郯城任务。5日晚到6日拂晓，守军王洪九部突围被全歼5,000多人，获了大批枪支、弹药、马匹，补充了部队，还缴获了一个剧团乐队的乐器。

## 沿革

### 吴化文部改编
1948年9月16日，济南战役开始。19日，国军整编第八十四师之第一五五旅、第一六一旅及整编第九十六军独立旅，在整编第九十六军军长兼整编第八十四师师长、济南西守备区指挥官吴化文的带领下宣布“起义”，投向中共方面。人数总计两万人。9月25日，吴化文偕整编一五五旅旅长杨友柏、整编一六一旅旅长赵广兴、整编九十六军独立旅旅长何志斌向全国发出“起义通电”。
1948年10月29日，中央军委复电饶漱石、粟裕、谭震林：吴化文军编入华东野战军序列，排成中国人民解放军第三十五军。其所辖之三个师，排为中国人民解放军步兵第一〇三、第一〇四、第一〇五师。，保持原有建制，为华东野战军直属部队。淮海战役初期，35军在后方整训，第三阶段时，粟裕下令第三十五军南下参战，在宿县集结作预备队，未参加战斗。
- 军长：吴化文（原国军整编第九十六军军长兼整编第八十四师师长）
- 军政治委员：何克希（华野一纵副司令员）
- 军参谋长：于怀安（原吴部第六军军长，1945年11月4日在山东滕县津浦路徐济段战役中被新四军第二纵队俘获。担任八路军山东军区高参）
- 政治部主任：吴宪（华野政治部联络部部长）
- 政治部副主任：张象东（原国民党立法委员）
- 后勤部部长：徐孟儒（原国军整编第八十四师参谋长）
- 后勤部副部长：高清辰（原国军整编第九十六军军部副官处处长）
- 第一〇三师师长：杨友柏（原国军整编第一五五旅旅长）
- 第一〇四师师长：赵广兴（原国军整编第一六一旅旅长）
- 第一〇五师师长：何志斌（原国军整编第九十六军独立旅旅长）

### 整编合并
1948年12月，第35军开赴徐州地区，参加了淮海战役第三阶段的战斗。1949年1月淮海战役结束，华东野战军全军休整。该军因官兵大量遣散与逃亡，人数已不足万。2月中旬，第三十五军与鲁中南纵队（属华野第二兵团）合并，下辖三个师（第一〇三、第一〇四、第一〇五师），共计2.2万人。原吴化文部缩编为三个团。每个师中各有吴化文部一个团，鲁中南纵队两个团。
- 吴化文军长
- 何克希政委
- 杨友柏、胡大荣副军长
- 张雄副政委
- 孔繁彬政治部主任
  - 第103师，于怀安任师长，彭胜标任政委。鲁中南纵队47师师部和原第103师师部机关合并组成
    - 第307团：鲁中南纵队47师139团（即鲁南军区19团）
    - 第308团：吴部103师缩编
    - 第309团：鲁中南纵队47师140团（即鲁南军区第二个特务团）

  - 第104师，方明胜任师长，严政任政委。鲁中南纵队46师师部和原第104师师部机关合并组成
    - 第310团：吴部105师缩编
    - 第311团：鲁中南纵队46师136团
    - 第312团：鲁中南纵队46师138团

  - 第105师，何志斌任师长，顾复生、宋献章任政委。以原105师师部为基础，并抽调原35军军部和第103师、104师师部部分人员组成
    - 第313团：吴部104师与军直特务营缩编组建
    - 第314团：鲁中南纵队46师137团
    - 第315团：鲁中南纵队47师141团

鲁中南纵队与前国军吴化文部一起合并改编曾让鲁中南纵队的官兵很反感。鲁中南纵队在第二次国共内战（即解放战争）初期，与吴化文部为死敌，认为这是“包办婚姻”、“强迫婚姻”，反对合并。陈毅出面做工作，他在贾汪会议总结时说：“华野编16个军，4个兵团。鲁中南、渤海、江淮三个纵队不编，充实三个起义部队。这样合编对起义部队的进步是有帮助的，向他们说清楚我们没有把他们当杂牌看待，也没有当客人看待，而当自家人一样。”鲁中南纵队的人对此依然不服，后召开全军干部大会，吴化文检讨了自己历史上的罪恶，矛盾才缓和下来，完成第三十五军的整编。2月9日，华野发布整编命令，改称第三野战军。军以下按三三制设师、团、营，师、团的番号则按全军序列排列。

### 攻占南京城
1949年2月20日，第三野战军向所属各部发布“京沪杭战役预备命令”。25日，中央军委电示二野、三野：3月中旬或下旬，应准备占领浦口及炮击南京。
4月20日，中华民国政府拒绝在《国内和平协定》上签字。子夜起，第三野战军和第二野战军开始强渡长江。第三十五军因准备执行“攻占浦口，炮击南京”而暂归第八兵团指挥，是唯一部署在长江北岸南京正面的军，擔任对南京守军牽制和监视任务。21日，第三十五军进攻江浦、浦镇、浦口。清晨第一〇四师攻克江浦县城。103师全歼江浦的守军。22日深夜占领浦口。

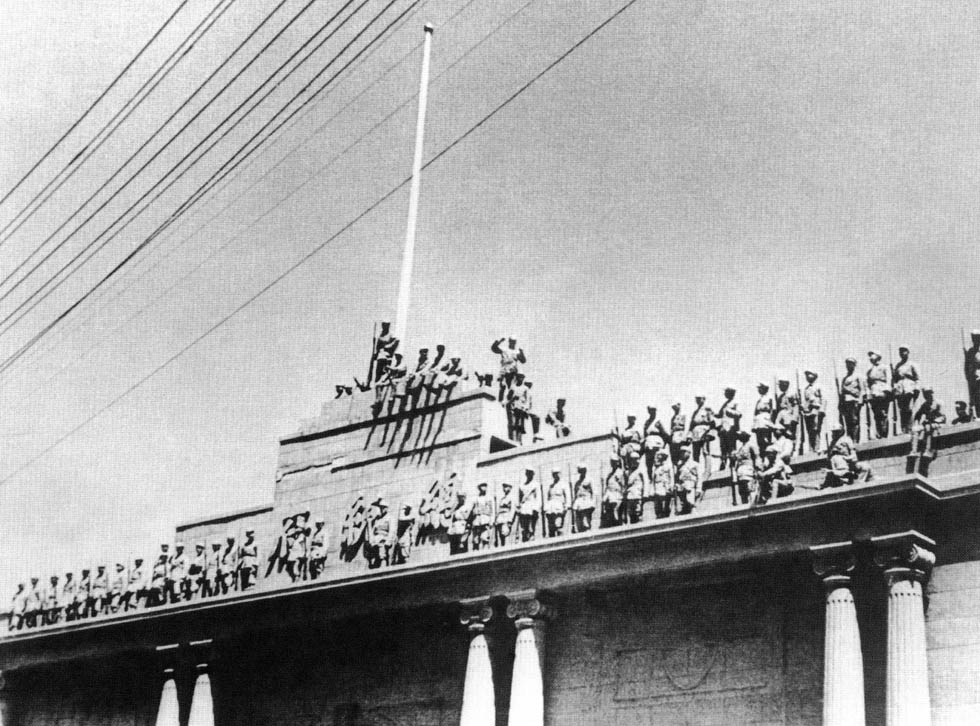
35军随军记者邹健东拍摄的人民解放军占领总统府

23日，总前委根据南京守军撤退情况，采取相应措施。由于原定接管芜湖、南京的陈赓第四兵团尚在江西湖口和安徽望江地段，转到南京，需十多天。于是邓小平与刘伯承商定取消第四兵团接管南京的任务。改由第八兵团担任南京城防任务。23日傍晚，第一〇三师和第一〇四师的侦察员和先头部队陆续从长江北岸开始渡江。其中，第一〇三师师部侦察科长沈鸿率第三〇七团侦察连，作为先遣部队到达南京。
24日凌晨，第一〇四师第三一二团（前身为鲁中南纵队第四十六师第一三八团）三营率先占领总统府。24日上午，第三十五军的大部队进入南京城区。中共南京地下党市委书记陈修良、副书记刘峰、委员王明远、朱启銮等前往35军军部，会见第三十五军领导。在24日清晨粟裕和张震至各军、各兵团等的电报中，令35军负全责维持南京秩序。同时令第八兵团司令员陈士榘、政委袁仲贤、副政委江渭清率部赶往南京主持工作。陈士榘任南京警备司令，袁仲贤任政委。
28日，中国人民解放军南京市军事管制委员会成立，刘伯承任主任，宋任穷任副主任。4月29日，粟裕命令三野第八兵团的第二十四军前往南京接防，第三十五军调往杭州。第三十五军离开南京后重新归属第七兵团建制。

### 结局
1950年1月16日，华东军区命令，第三十军和第三十五军番号撤销。第三十五军军部调归海军，所辖三个师分别调归浙江军区并兼衢州军分区、绍兴军分区和杭州警备区。
1952年5月15日，浙江军区的第一〇四师与其他9个师一起集体转业，改编为工程部队及屯垦部队。

## 主要领导
1949年2月至12月
第三十五军
- 军长：吴化文
- 政治委员：何克希
- 副军长：杨友柏（1949年2月至6月）、胡大荣
- 副政治委员：张雄
- 参谋长：张荣湘（1949年6月至12月）
- 政治部主任：孔繁彬

第一〇三师
- 师长：于怀安
- 政治委员：彭胜标

第一〇四师
- 师长：方明胜
- 政治委员：严政

第一〇五师
- 师长：何志斌
- 政治委员：宋献章

### 引用
1. ↑  南京军区《第三野战军战史》编辑室 (编). . 北京: 解放军出版社. 1996: 519. ISBN 9787506553971.
2. 1 2  林可行编著. . 长春: 吉林音像出版社. 1996: 255. ISBN 7807022957.
3. 1 2  林可行编著. . 长春: 吉林音像出版社. 1996: 196. ISBN 7807022957.
4. ↑  南京市档案馆编. . 北京: 中国档案出版社. 2009年4月: 689. ISBN 9787510500169.
5. ↑  民國38年5月8日 總統令
6. ↑  南京市档案馆编. . 北京: 中国档案出版社. 2009年4月: 676. ISBN 9787510500169.
7. ↑  南京市档案馆编. . 北京: 中国档案出版社. 2009年4月: 574. ISBN 9787510500169.
8. ↑  . 南京中国近代史遗址博物馆网站. 2008年  [2010-03-12]. （原始内容存档于2020-02-01） （简体中文）.
9. ↑  . 新浪网新闻. 2005年10月12日  [2010-03-17]. （原始内容存档于2019-01-24） （简体中文）.
10. ↑  南京市档案馆编. . 北京: 中国档案出版社. 2009年4月: 133. ISBN 9787510500169.
11. ↑  南京军区《第三野战军战史》编辑室. . 北京: 解放军出版社. 1996: 499. ISBN 9787506553971.
12. ↑  南京军区《第三野战军战史》编辑室. . 北京: 解放军出版社. 1996: 506. ISBN 9787506553971.
13. ↑  李莉. . 北京: 国防大学出版社. 1996: 209.214. ISBN 7562607591.